# أصولية مورمونية
تُشير الأصولية المورمونية (وتُدعى أحيانًا المورمونية الأصولية) إلى الاعتقاد بصحة بعض المنطلقات الأساسية للعقيدة المورمونية، بتعاليمها وممارستها في القرن التاسع عشر، وخصيصًا في ظلّ قيادة جوزيف سميث، وبريغهام يونغ، وجون تيلور، أول ثلاثة رؤساء لكنيسة يسوع المسيح لقديسي الأيام الأخيرة. يحرص الأصوليون المورمونيون على الالتزام بالأركان والطقوس التي لم يعد يمارسها التيار السائد لطائفة المورمون (أي، أعضاء كنيسة يسوع المسيح لقديسي الأيام الأخيرة). والممارسة الأشد ارتباطًا بتيار أصولية المورمون هو الزواج المتعدد، وهو نوع من أنواع تعدد الزوجات كان أول من نادى به هو جوزيف سميث، مؤسس حركة قديس الأيام الأخيرة.
والمبدأ الثاني وثيق الصِلة بهذه العقيدة هو مبدأ النظام المتحد، وهو شكل من أشكال الكوميونالية القائمة على المساواة. يؤمن الأصوليون المورمون أن كنيسة يسوع المسيح لقديسي الأيام الأخيرة قد أخطأت بتخلّيها عن هذه المبادئ ضمن غيرها وتبديلها سعيًا منها للتصالح مع التيار السائد في المجتمع الأمريكي. في وقتنا الحالي، تُعاقب كنيسة يسوع المسيح لقديسي الأيام الأخيرة بالحرمان الكنسي أيّ عضو من أعضائها إذا عدّد في الزواج، أو أولئك الذين يتبنّون الممارسات الأصولية المورمونية.
ليس ثمة سلطة واحدة تلقى القبول لدى جميع الأصوليين المورمون؛ إذ تختلف وجهات النظر والطقوس الممارسة تبعًا لكل جماعة. أسس الأصوليون عدة طوائف صغرى، بغالبها ضمن مجتمعات متماسكة ومنعزلة تمركزت في غرب الولايات المتحدة، وغرب كندا، وشمال المكسيك. تزعم بعض المصادر وجود ما مجموعه 60,000 من الأصوليين المورمون أحيانًا في الولايات المتحدة، ويعيش ما يقارِب نصفهم في بيوت تمارس تعدّد الزوجات. ومع ذلك، تقدّر مصادر أخرى أنه قد يوجد ما لا يقل عن 20000 من الأصوليين المورمون مع وجود 8000 إلى 15000 منهم ممّن يمارسون تعدد الزوجات. يُذكر من مؤسسي طوائف أصولية المورمون المتنافسة فيما بينها لورين سي وولي، وجون واي بارلو، وجوزيف دبليو موسر، وليروي إس جونسون، ورولون سي أولريد، وإيلدن كينغستون، وجويل لوبارون. تُعتبر الكنيسة الأصولية ليسوع المسيح لقديسي الأيام الأخيرة ومجموعة الإخوة المتحدون الرسولية أكبر الجماعات الأصولية المورمونية.

## نبذة تاريخية
في العام 1800 طبّقت كنيسة يسوع المسيح لقديسي الأيام الأخيرة حظرًا على تثبيت عقود الزيجات المتعددة داخل الولايات المتحدة بموجب مرسوم أصدره رئيس الكنيسة ويلفورد ودروف. بالرغم من ذلك الحظر، استمرت هذه الممارسة سرًّا في الولايات المتحدة وبشكل علني في تجمّعات المورمون في شمال المكسيك وجنوب مقاطعة ألبرتا الكندية. وفقًا لما جاء في بعض المصادر، فإن العديد من الرجال متعددي الزوجات في الولايات المتحدة استمروا في العيش مع زوجاتهم بناءً على موافقة من رؤساء الكنيسة ودروف، ولورنزو سنو، وجوزيف إف سميث.
ذهب بعض الأصوليين إلى أن بيان العام 1890 لم يكن وحيًا ربانيًا حقيقيًا مثل ذلك الذي تواصل به الربّ مع كلّ مِن جوزيف سميث، وبريغهام يونغ، وجون تيلور وغيرهم، إنما كانت الوثيقة أداةً سياسية نفعيّة قصَد ودروف أن تكون إجراءً مؤقتًا ريثما يحصل إقليم يوتا على تصنيف الولاية. يدعم هؤلاء الأصوليون حججهم بأدلة من النصوص المقدسة وحقيقة أن صياغة «البيان» لم تكن على نهج غيره من البيانات المماثلة في الكتب المقدسة لكنيسة يسوع المسيح لقديسي الأيام الأخيرة، ويرى أصحاب هذه الحجة أنه بعد الانضمام إلى الاتحاد الأمريكي، فإن يوتا حصلت على صلاحية وضع قوانينها الخاصة المتعلقة بشؤون الزواج، بدلًا من الالتزام بالقوانين الإقليمية الأمريكية التي تحظر تعدد الزوجات.
قبل منح حالة الولاية لإقليم يوتا في عام 1896، ألزمت الحكومة الفيدرالية يوتا إدراجَ بندٍ في دستور الولاية ينص على أن «الزواج المتعدد أو الجمع بين الزوجات محظور إلى الأبد». كما يعتقد الأصوليون (ويوافقهم العديد من الباحثين في تاريخ المورمون) أن المحرّك الرئيسي لبيان العام 1890 تمثّل في تشريع إدموندز-تاكر للعام 1887، والذي كان قانونًا فيدراليًا صارمًا حلّ كنيسة يسوع المسيح لقديسي الأيام الأخيرة بشكل قانوني، وحرَم النساء من حقّهن في التصويت (وكُنّ قد حصلن على حق التصويت في يوتا في العام 1870)، وألزم الناخبين بأداء قسَم يرفض تعدد الزوجات قبل السماح لهم بالإدلاء بأصواتهم في الانتخابات.
مع اختيار أسقف كنيسة قديس اليوم الأخير ريد سموت ليكون أحد النواب عن ولاية يوتا في مجلس الشيوخ الأمريكي في العام 1903، اتجه انتباه الجمهور الأمريكي مرة أخرى نحو استمرار ممارسة الزواج المتعدد في ولاية يوتا، وبلغ ذلك ذروته في جلسات استماع ريد سموت. في العام 1904، أصدر رئيس الكنيسة جوزيف إف سميث «البيان الثاني»، وبعد ذلك أصبحت سياسة كنيسة الرسمية هي المعاقبة بالحرمان الكنسي لأعضاء الكنيسة الذين ينخرطون في زيجات متعددة أو الذين يقرّونه وفقًا للشعائر الدينية. ثبتت درجة الجدية التي رافقت ذلك الإجراء في حالة تعرّض الأسقف جون دبليو تيلور، ابن الرئيس الثالث للكنيسة، للحرمان الكنسي في العام 1911 بسبب معارضته المستمرة للبيان.
في الوقت الحالي، ما زالت سياسة كنيسة يسوع المسيح لقديسي الأيام الأخيرة المتّبعة هي الحرمان الكنسي للأعضاء الذين يدافعون عن عقائد المورمون المبكرة مثل الزواج المتعدد، أو الدخول في زيجات متعددة أو تثبيتها رسميًا (سواء حدث ذلك في الولايات المتحدة أو في مكان آخر)، أو يُظهرون دعمًا للجماعات الأصولية المورمونية أو المتمردة على تعاليمها. على الرغم من إيمان بعض أعضاء كنيسة يسوع المسيح لقديسي الأيام الأخيرة بصحة فكرة الزواج المتعدد دون ممارسته، تظل تعاليم جوزيف سميث بخصوص الزواج المتعدد جزءًا من النصوص الأساسية المقدسة لكنيسة يسوع المسيح لقديسي الأيام الأخيرة. تحظر كنيسة يسوع المسيح لقديسي الأيام الأخيرة على أي من أعضائها الذين يتعاطفون مع تعاليم المورمون الأصولية دخول معابدها.
في العقد الثاني من القرن العشرين، ادعى منشق عن الكنيسة يُدعى لورين سي وولي وجود تيار منفصل لسلطة الكهنوت من التسلسل الهرمي لكنيسة يسوع المسيح لقديسي الأيام الأخيرة، وهو ما أفضى فعليًا إلى البدء بتأسيس حركة الأصولية المورمونية. يمكن نسبة معظم جذور مجموعات المورمون الممارسين للزواج المتعدد إلى إرث وولي.
في الغالب، تركت حكومة ولاية يوتا الأصوليين المورمون وشأنهم ما لم تخرق ممارساتهم قوانين أخرى غير تلك التي تحظر الزواج المتعدد. على سبيل المثال، تُذكر مؤخرًا متابعات قضائية لرجال من جماعات أصولية بسبب زواجهم من فتيات قاصرات. وفي إحدى الحالات التي لقيت تغطية إعلامية واسعة، خسرَ رجل وإحدى زوجاته حضانة جميع أبنائهم باستثناء طفل واحد، حتى انفصلت الزوجة عن زوجها. في العام 1953 نُفذت أكبر حملة حكومية لقمع ممارسات الأصوليين المورمون في ما يعرف اليوم بكولورادو سيتي، بولاية أريزونا، واشتُهرت تلك الحملة باسم مداهمة شورت كريك.
إضافة إلى الزواج المتعدد، يُذكر من المبادئ الأساسية الأخرى لحركة قديس اليوم الأخير النظام المتحد (كوميونالية)؛ وبالرغم من كونه يحمل نفس الأهمية الشعائرية لدى بعض الطوائف الأصولية، فإنه لم يتعرض لنفس الدرجة من التدقيق أو الاستحسان كما لقي الزواج المتعدد، وغالبًا ما تجاهلت كنيسة يسوع المسيح لقديسي الأيام الأخيرة الرئيسية هذا الجانب من الممارسات الأصولية. على كل حال، لم يصدر أبدًا إعلان وحي أو تصريح يدين هذه الممارسة.